# Hochschulen und Forschungseinrichtungen in Berlin

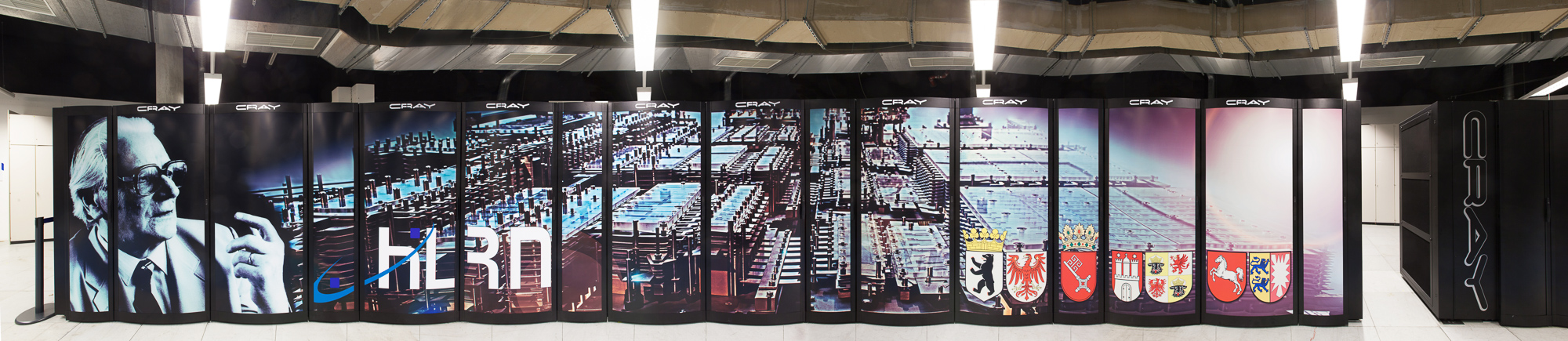
Hochleistungsrechner im Zuse-Institut Berlin

Berlin ist ein weltweit renommierter Universitätsstandort und weist eine hohe Konzentration an Wissenschafts- und Forschungseinrichtungen auf. Mehr als 40 Nobelpreisträger und Nobelpreisträgerinnen arbeiteten an den Forschungsinstituten und Universitäten der Metropole.
In Berlin studierten 2017 an insgesamt vier Exzellenzuniversitäten, vier Kunsthochschulen, sieben Fachhochschulen und 24 staatlich anerkannten privaten Hochschulen rund 187.000 Studenten (+3,8 % im Vergleich zum Vorjahr). Etwa 18 Prozent davon kamen aus dem Ausland. Rund 50.000 Mitarbeiter waren an den Berliner Hochschulen beschäftigt. 2019 wurden an den tertiären Berliner Bildungseinrichtungen insgesamt 24.845 Examen absolviert (2010: 19.687).
Durch die hohen Bewerberzahlen von nationalen und internationalen Studienanwärtern haben die staatlichen Hochschulen eine starke Selektion durch eine Vielzahl von zulassungsbeschränkten Studienfächern entwickelt.

## Hochschulen

Humboldt-Universität

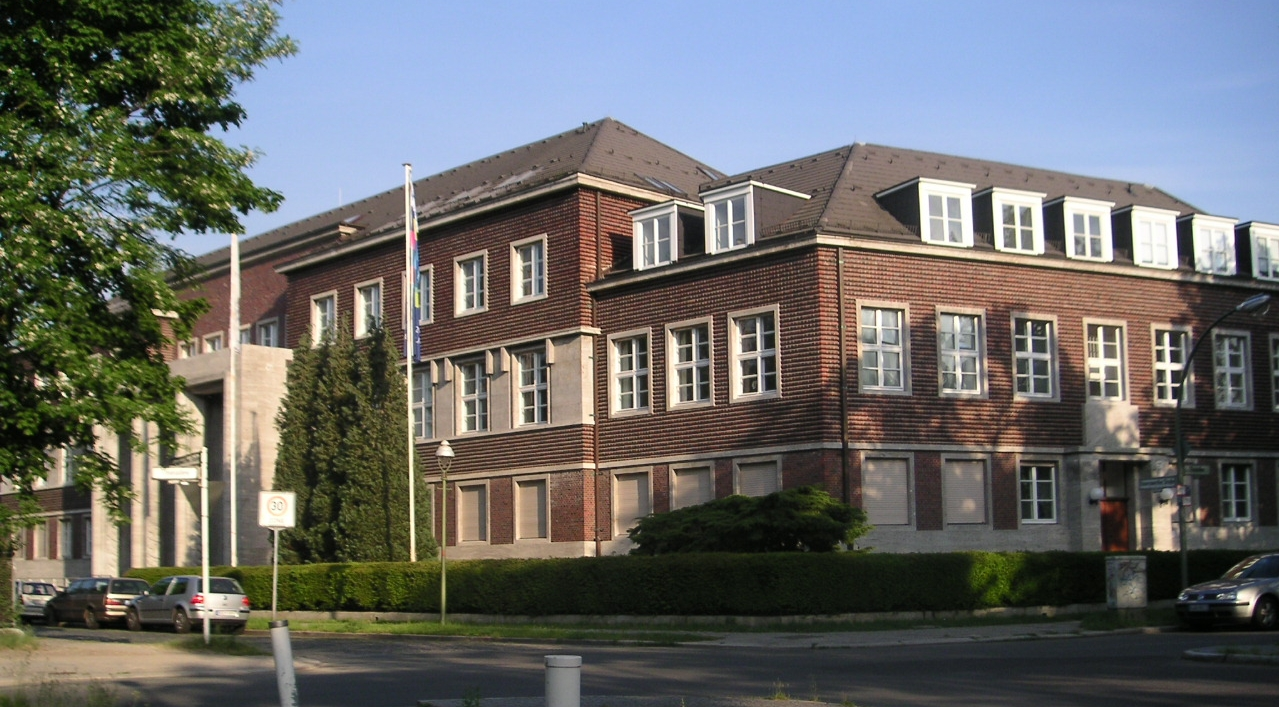
Präsidiumsgebäude der Freien Universität Berlin

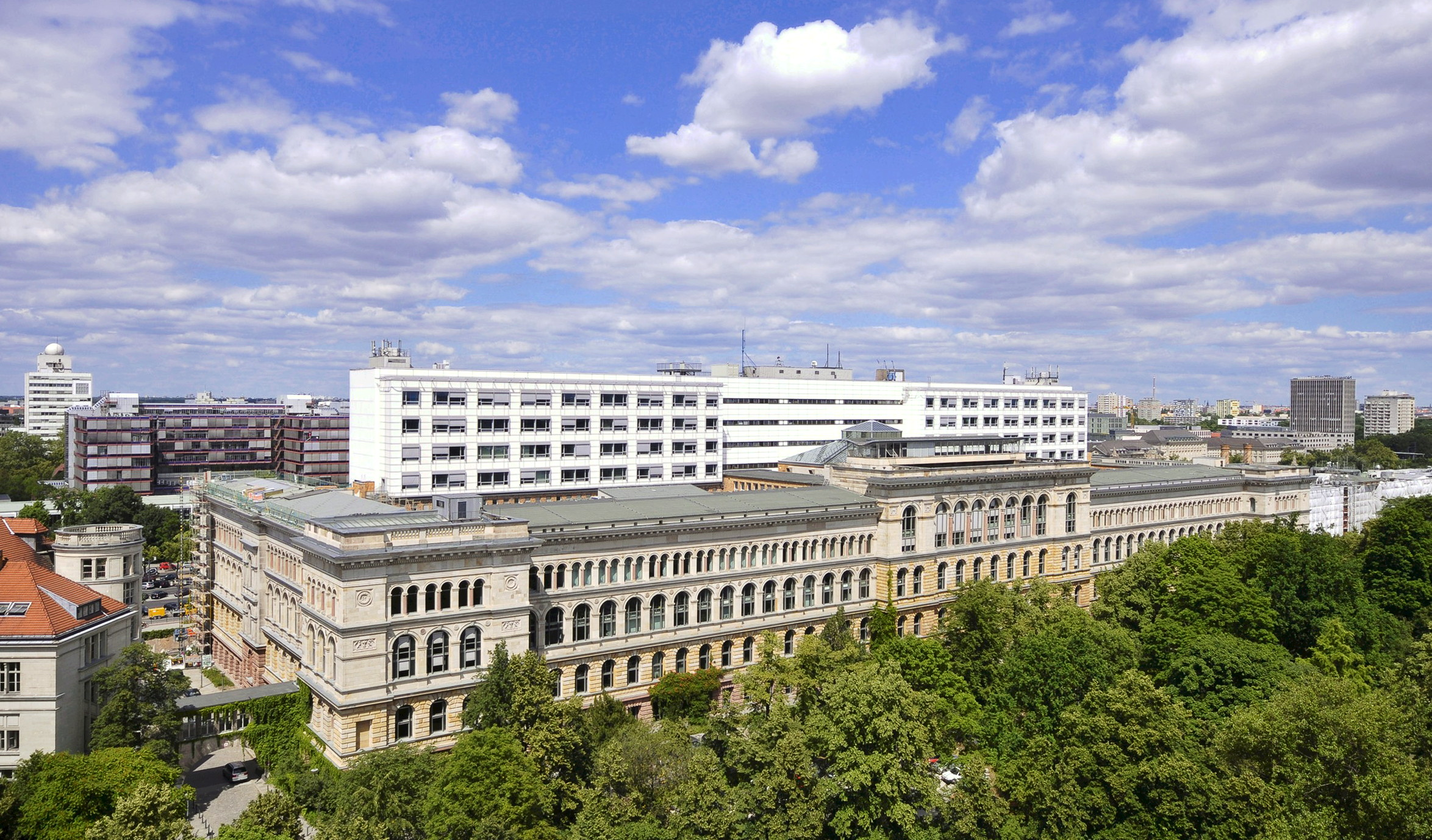
Technische Universität Berlin, Partner des Europäischen Instituts für Innovation und Technologie

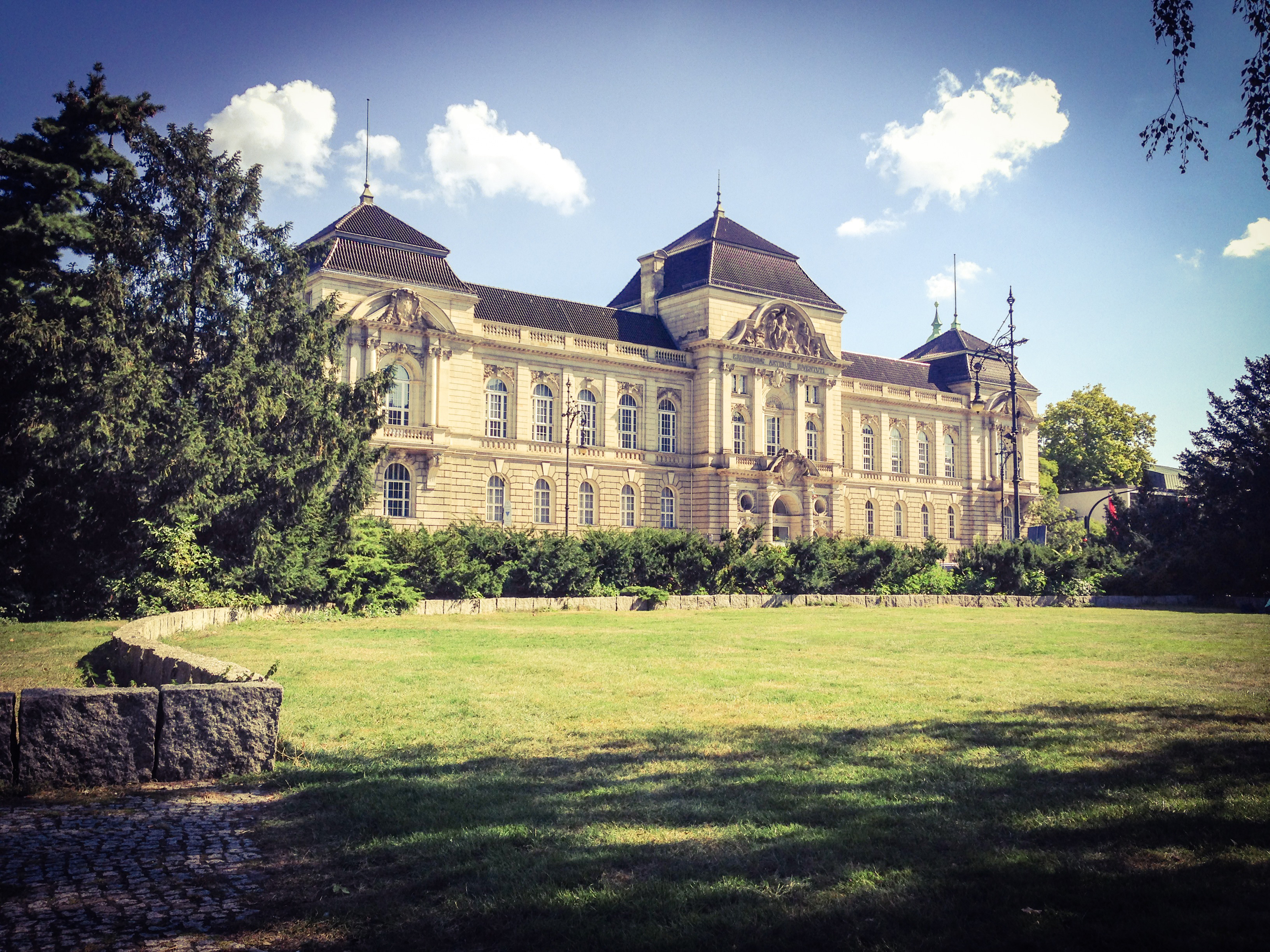
Universität der Künste, größte Kunsthochschule Europas

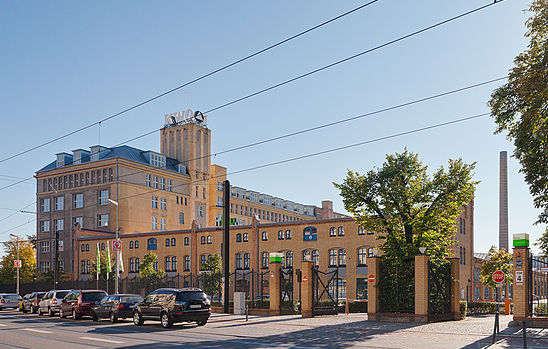
Hochschule für Technik und Wirtschaft Berlin, Campus Wilhelminenhof

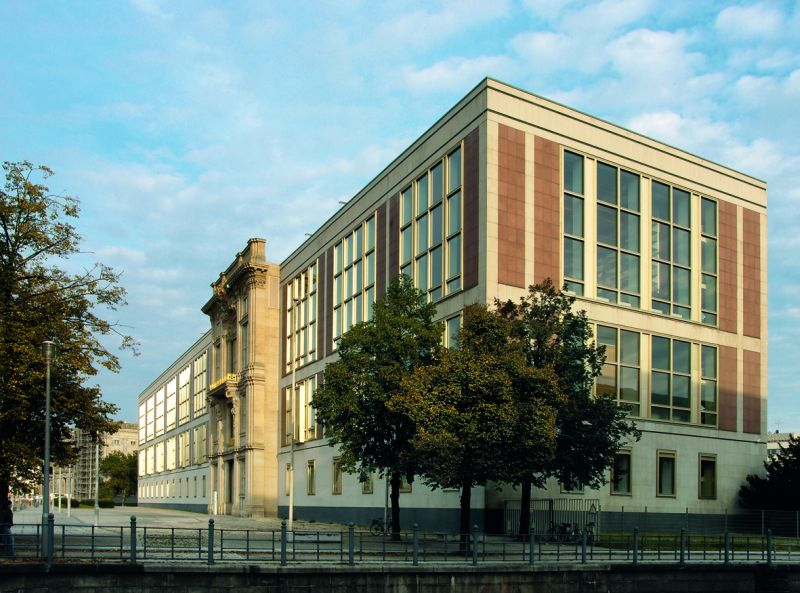
European School of Management and Technology

### Staatliche Exzellenzuniversitäten
- Freie Universität Berlin (FU)
- Humboldt-Universität zu Berlin (HU)
- Technische Universität Berlin (TU)
- Charité – Universitätsmedizin Berlin (gemeinsame medizinische Fakultät von FU und HU; als Teil der Berlin University Alliance)

### Staatliche Universität
- Universität der Künste Berlin (UdK)

### Private Hochschulen mit Promotionsrecht
- ESCP Business School, Campus Berlin
- European School of Management and Technology (ESMT)
- Hertie School
- Sigmund Freud Privatuniversität Berlin (SFU)

### Staatliche Hochschulen
- Alice Salomon Hochschule Berlin (ASH)
- Berliner Hochschule für Technik (BHT)
- Hochschule des Bundes für öffentliche Verwaltung (HSB) – Fachbereiche Auswärtige Angelegenheiten, Nachrichtendienste, Sozialversicherung
- Hochschule für Technik und Wirtschaft Berlin (HTW)
- Hochschule für Wirtschaft und Recht Berlin (HWR)

### Kirchliche Hochschulen
- Evangelische Hochschule Berlin (EHB)
- Katholische Hochschule für Sozialwesen Berlin (KHSB)

### Private Hochschulen
- bbw Hochschule
- Berlin International University of Applied Sciences
- BSP Business & Law School Berlin
- CODE University of Applied Sciences
- Deutsche Hochschule für Gesundheit und Sport
- Diploma Hochschule
- Fachhochschule des Mittelstands (Standort Berlin)
- FOM Hochschule (Standort Berlin)
- German open Business School
- GISMA Business School
- Hochschule Fresenius
- Humanistische Hochschule Berlin (HHB)
- IB-Hochschule Berlin
- International Psychoanalytic University Berlin
- IU Internationale Hochschule (Standort Berlin)
- Kiron Open Higher Education
- Media University of Applied Sciences
- Mediadesign Hochschule Berlin
- MSB Medical School Berlin
- Psychologische Hochschule Berlin
- Quadriga Hochschule Berlin
- SRH Berlin School of Design and Communication
- SRH Berlin School of Popular Arts
- SRH Berlin University of Applied Sciences
- University of Europe for Applied Sciences
- Victoria – Internationale Hochschule

### Kunsthochschulen
- Deutsche Film- und Fernsehakademie Berlin (DFFB)
- Hochschule für Musik Hanns Eisler Berlin (HfM)
- Hochschule für Schauspielkunst Ernst Busch (HfS)
- Kunsthochschule Berlin-Weißensee Hochschule für Gestaltung (KHB)

## Forschungseinrichtungen
Über 50.000 Beschäftigte lehren, forschen und arbeiten an den über 70 außeruniversitären öffentlich finanzierten Forschungseinrichtungen Berlins im Jahr 2015. Die großen nationalen Forschungsorganisationen, die zum Teil aus öffentlichen Mitteln grundfinanziert werden, Fraunhofer-Gesellschaft, Helmholtz-Gemeinschaft, Leibniz-Gemeinschaft und Max-Planck-Gesellschaft sind mit mehreren Instituten vertreten, ebenso verschiedene Bundesministerien mit insgesamt acht Forschungsinstituten.
Die folgende Liste erhebt keinen Anspruch auf Vollständigkeit.
- Adelphi Research

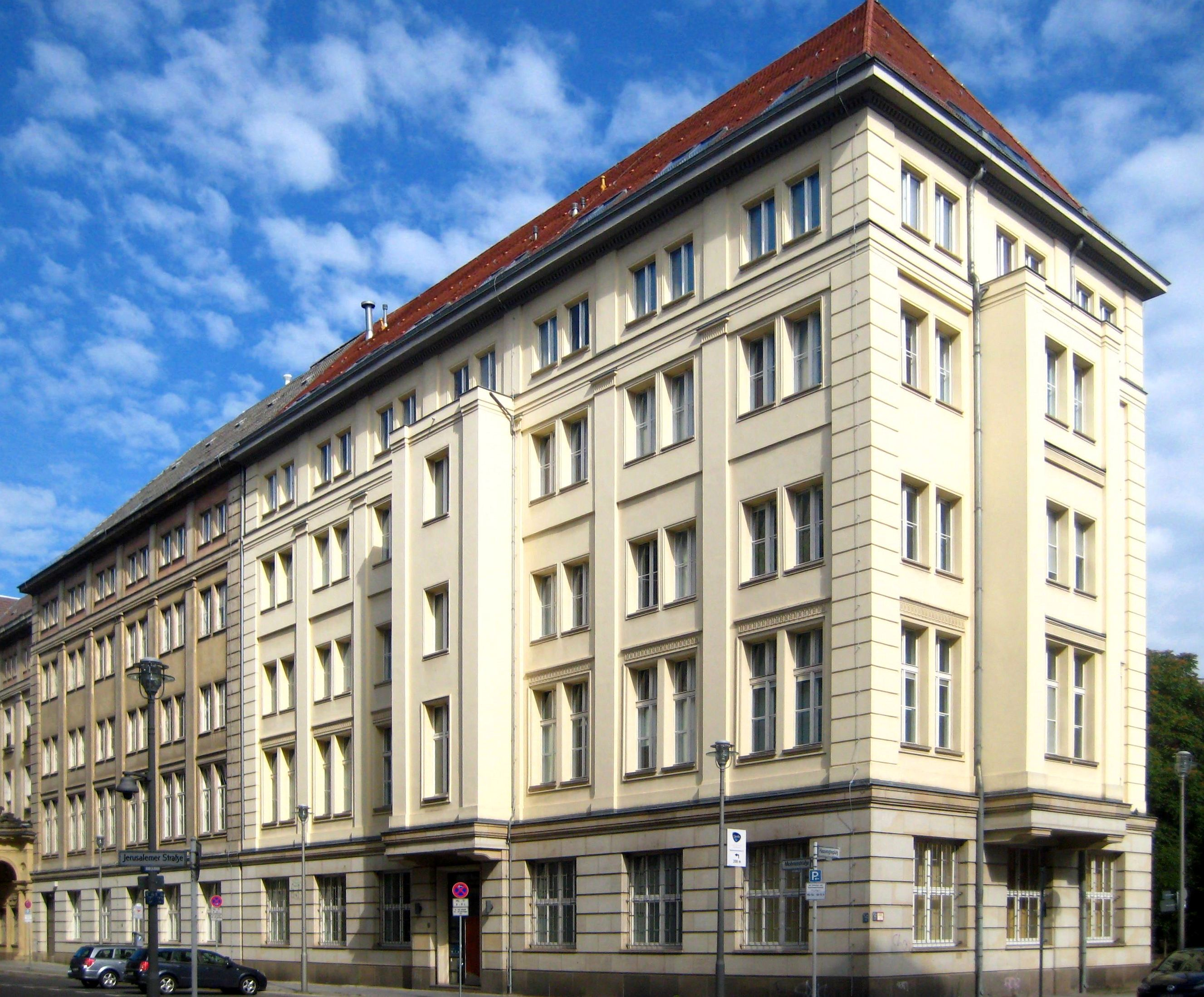
Hauptsitz des Weltverbandes Internationale Mathematische Union

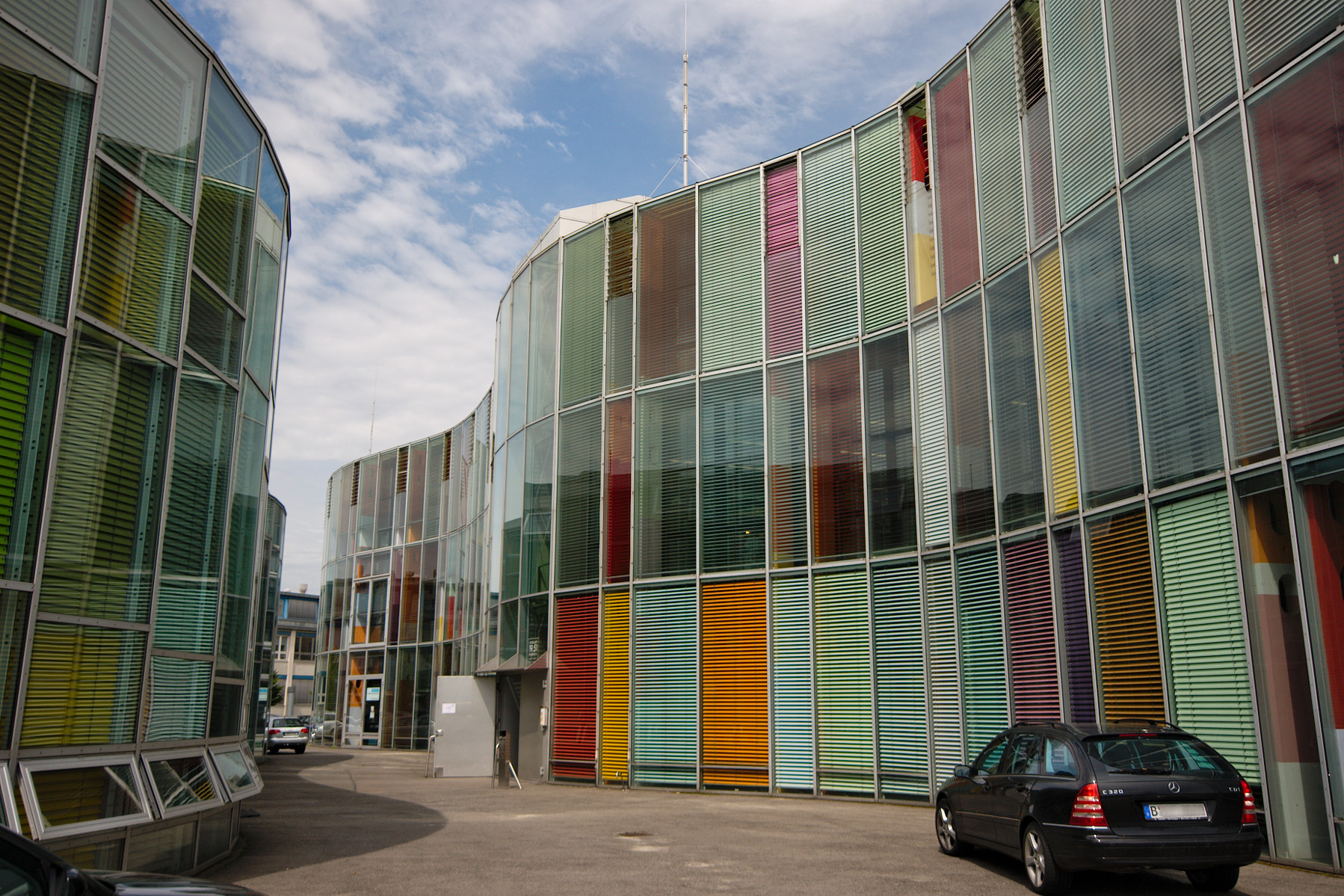
Photonik Zentrum in Adlershof

Labor im Max-Delbrück-Centrum für Molekulare Medizin

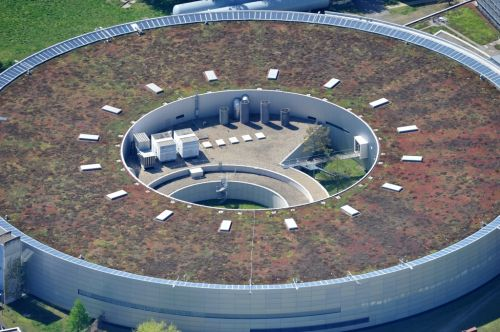
BESSY II

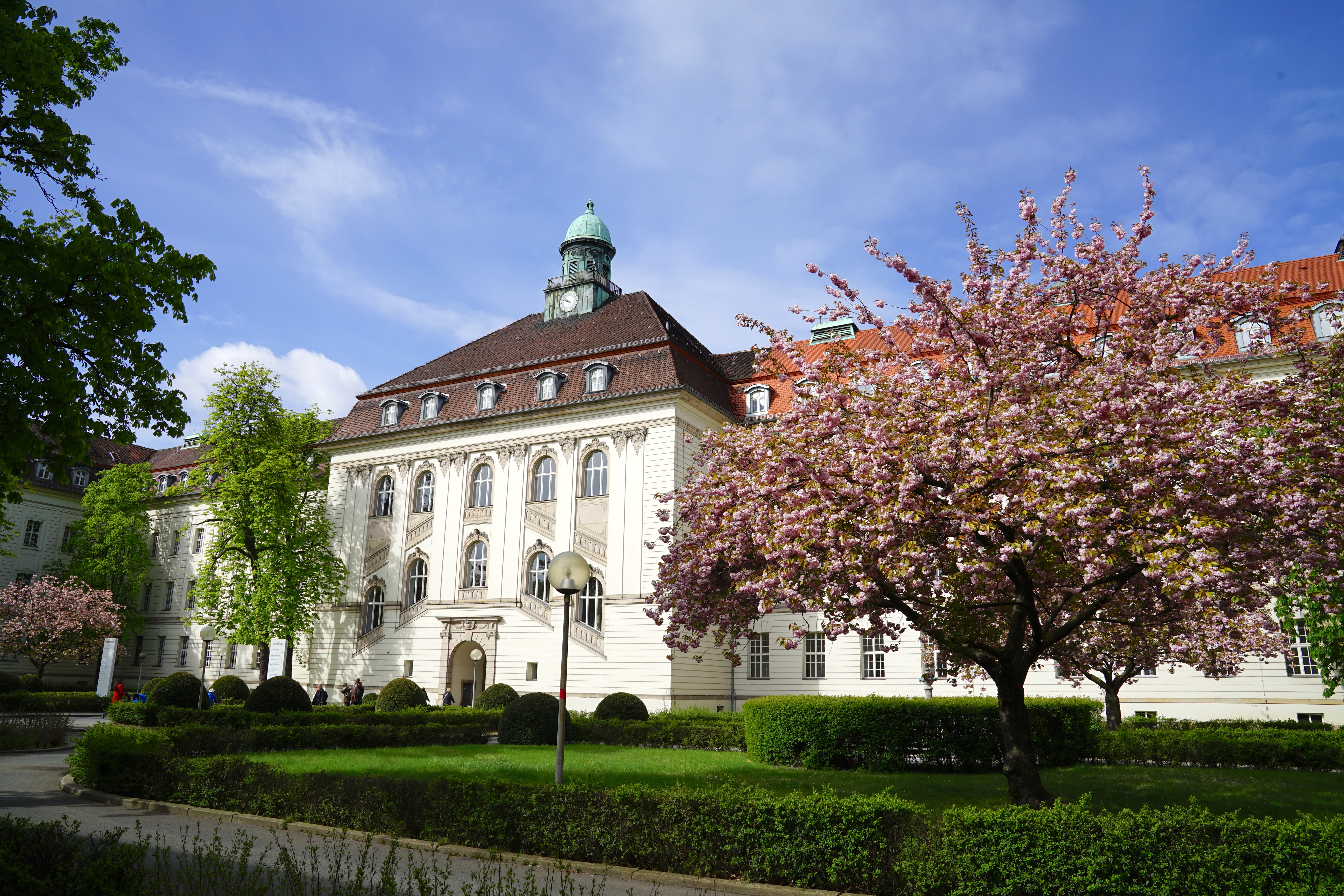
Hauptgebäude des Deutschen Herzzentrums Berlin

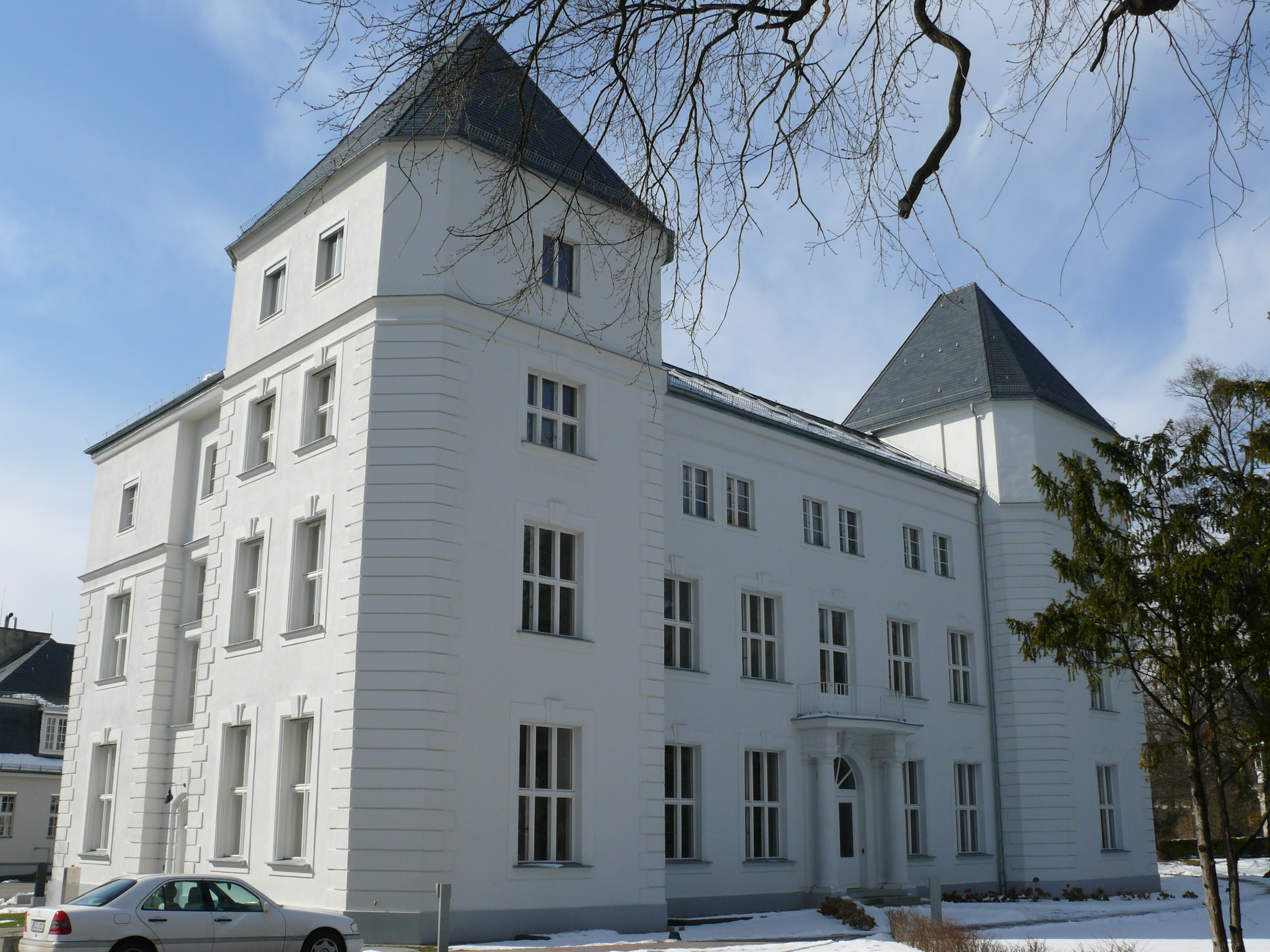
Das Fritz-Haber Institut

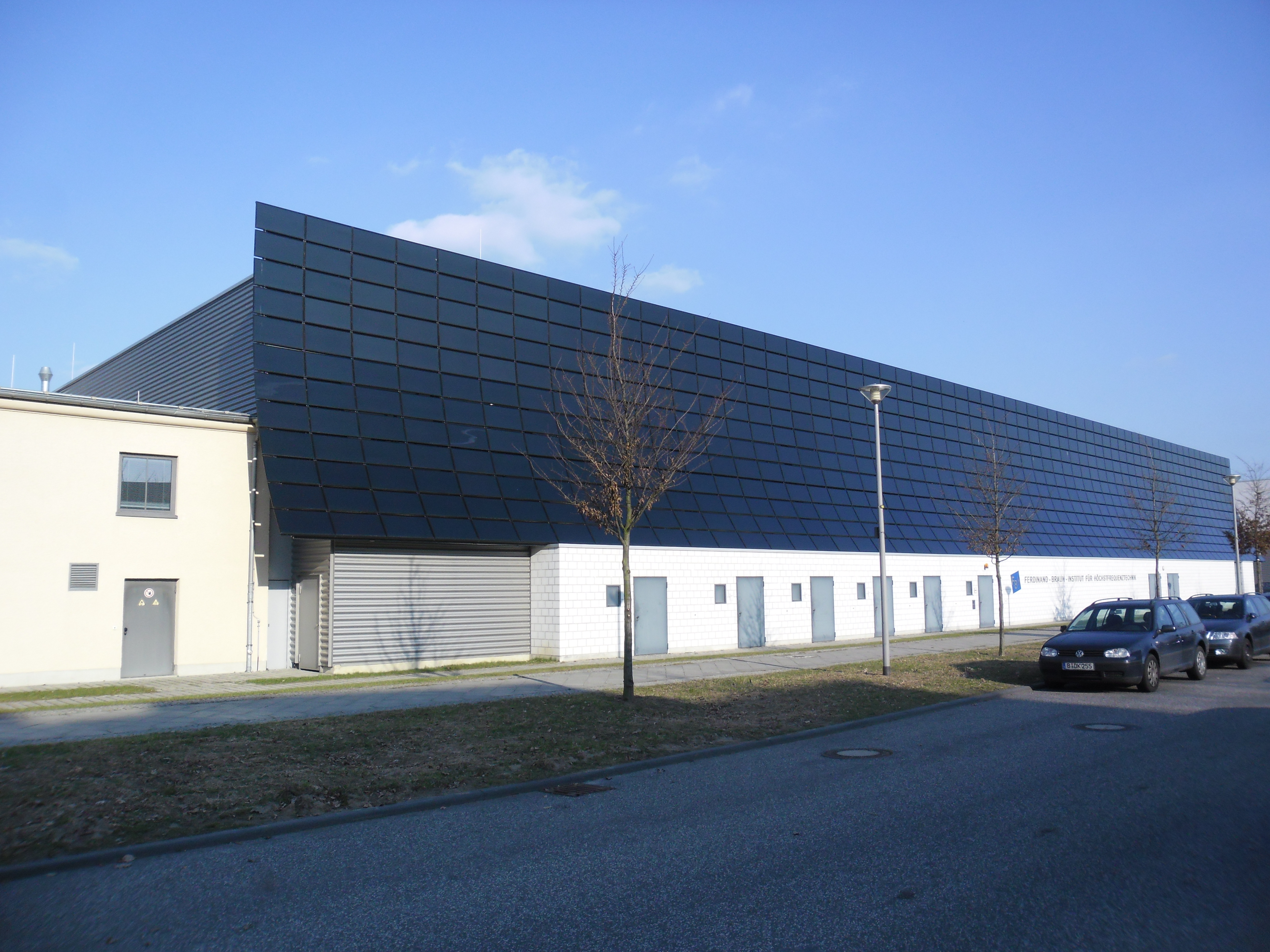
Ferdinand-Braun-Institut, für Höchstfrequenztechnik

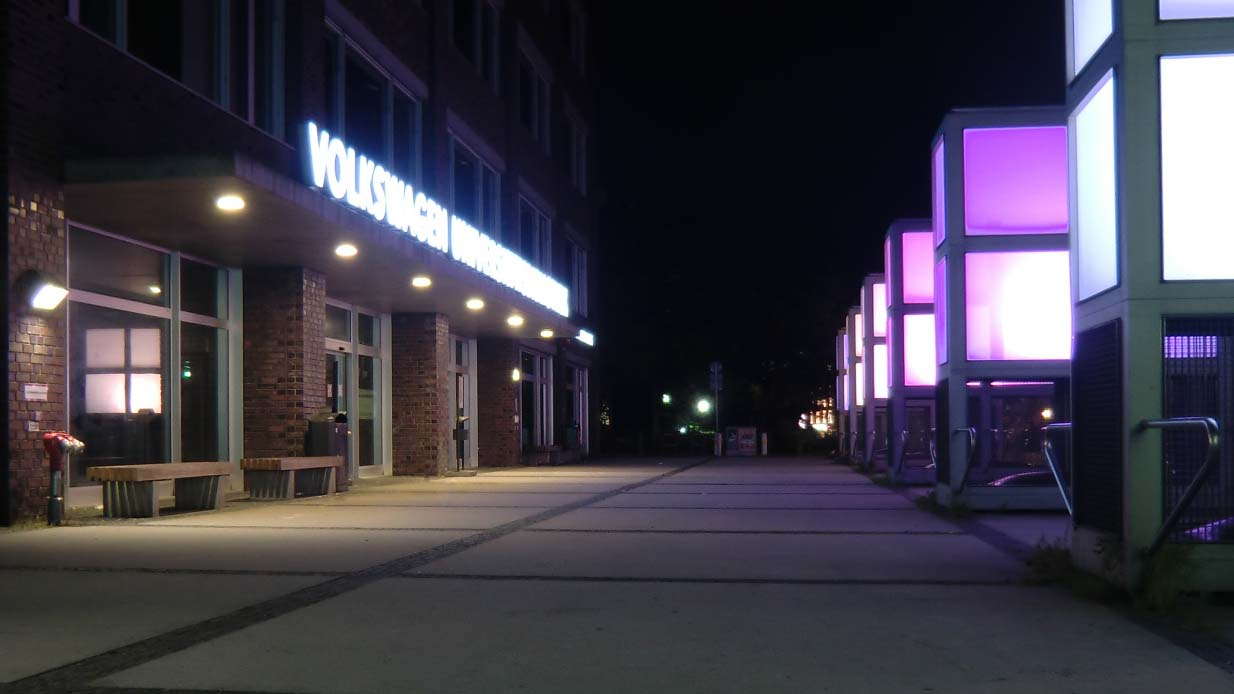
Eingang der Volkswagen-Bibliothek der TU und UdK

- Alexander von Humboldt Institut für Internet und Gesellschaft
- Baronius-Akademie für Philosophie und Theologie am Institut St. Philipp Neri
- Berliner Institut für Gesundheitsforschung (Berlin Institute of Health)
- Berlin Mathematical School (BMS)
- Bibliothek für Bildungsgeschichtliche Forschung (BBF) des DIPF
- Bundesanstalt für Materialforschung und -prüfung (BAM)
- Bundesinstitut für Risikobewertung (BfR)
- Deutsches Archäologisches Institut (DAI)
- Deutsches Herzzentrum Berlin (DHZB)
- Deutsches Institut für Normung (DIN)
- Deutsches Institut für Urbanistik (Difu)
- Deutsches Internet-Institut
- Deutsches Rheuma-Forschungszentrum Berlin (DRFZ)
- Deutsches Zentrum für Altersfragen (DZA)
- Deutsches Zentrum für Luft- und Raumfahrt:
  - Institut für Planetenforschung
- Deutsches Zentrum für Neurodegenerative Erkrankungen (DZNE)
- DFG-Forschungszentrum Matheon
- Ecologic Institut
- Fachinformationszentrum Chemie (FIZ Chemie)

- Gesellschaft für Erdkunde zu Berlin (GfE Berlin)

Gesellschaft zur Förderung angewandter Informatik in Adlershof

- Gesellschaft zur Förderung angewandter Informatik in AdlershofGesellschaft zur Förderung angewandter Informatik (GFaI)[6]
- Gesellschaft Sozialwissenschaftlicher Infrastruktureinrichtungen (GESIS)
- Institut für Arbeitsmedizin (IfA), Institut der Charité – Universitätsmedizin Berlin
- Institut für den Medizinischen Arbeits- und Umweltschutz der Bundeswehr (InstMedArbUmwSchBw)
- Institut für Forschungsinformation und Qualitätssicherung (iFQ)
- Institut für Medien- und Kommunikationspolitik (IfM)
- Institut Mensch, Ethik und Wissenschaft gGmbH (IMEW)
- Institut für Museumsforschung (IfM)
- Institut für ökologische Wirtschaftsforschung gGmbH (IÖW)
- Institut für Sozialwissenschaften
- Institut für Städtebau Berlin
- Institut für Zukunftsstudien und Technologiebewertung (IZT)
- Institute for Analytical Sciences (ISAS)
- Japanisch-Deutsches Zentrum Berlin (JDZB)
- John-F.-Kennedy-Institut für Nordamerikastudien (JFKI)
- Julius Kühn-Institut (ehemals Biologische Bundesanstalt für Land- und Forstwirtschaft, BBA)
- Kompetenzzentrum Wasser Berlin (KWB)
- Laser- und Medizin-Technologie Berlin (LMTB)
- Otto-Suhr-Institut (OSI), Institut der FU Berlin
- Öko-Institut
- Physikalisch-Technische Bundesanstalt (PTB)
- Robert Koch-Institut (RKI)
- Sozio-oekonomisches Panel (SOEP)
- Stiftung Wissenschaft und Politik (SWP)
- Telekom Innovation Laboratories (An-Institut an der TU Berlin)
- Tumor Zentrum Berlin (TZB)
- Wissenschaftskolleg zu Berlin – Institute for Advanced Study
- Wissenschaftszentrum Berlin für Sozialforschung (WZB)
- Wissenschafts- und Wirtschaftsstandort Adlershof (WISTA)
- Zentrum für internationale und interkulturelle Kommunikation (ZiiK)
- Zentrum Technik und Gesellschaft (ZTG), Institut der TU Berlin
- Mitgliedsvereine der Zuse-Gemeinschaft:
  - Versuchs- und Lehranstalt für Brauerei
    - Instituts für Gärungsgewerbe und Biotechnologie
- Versuchsanstalt der Hefeindustrie
- Zuse-Institut Berlin (ZIB)

### Fraunhofer-Institute
- Fraunhofer-Institut für Nachrichtentechnik (Heinrich-Hertz-Institut, HHI)
  - Sino-German Mobile Communications Institute (am HHI)
- Fraunhofer-Institut für Offene Kommunikationssysteme (FOKUS)
  - Fraunhofer-Zentrum für die Sicherheit Sozio-Technischer Systeme (SIRIOS)
- Fraunhofer-Institut für Produktionsanlagen und Konstruktionstechnik (IPK)
- Fraunhofer-Institut für Zuverlässigkeit und Mikrointegration (IZM)

### Helmholtz-Gemeinschaft
- Berliner Elektronenspeicherring-Gesellschaft für Synchrotronstrahlung m.b.H. (BESSY)
- Helmholtz-Zentrum Berlin für Materialien und Energie
- Max-Delbrück-Centrum für Molekulare Medizin (MDC)

### Leibniz-Institute
- Deutsches Institut für Wirtschaftsforschung (DIW-Berlin)
- Leibniz-Zentrum Allgemeine Sprachwissenschaft (ZAS)
- Leibniz-Zentrum für Literatur- und Kulturforschung (ZfL)
- Leibniz-Zentrum Moderner Orient (ZMO)
- Ferdinand-Braun-Institut für Höchstfrequenztechnik (FBH)
- Leibniz-Institut für Gewässerökologie und Binnenfischerei (IGB)
- Leibniz-Institut für Kristallzüchtung (IKZ)
- Leibniz-Institut für Molekulare Pharmakologie (FMP)
- Leibniz-Institut für Zoo- und Wildtierforschung (IZW)
- Max-Born-Institut für Nichtlineare Optik und Kurzzeitspektroskopie (MBI)
- Paul-Drude-Institut für Festkörperelektronik (PDI)
- Weierstraß-Institut für Angewandte Analysis und Stochastik (WIAS)

### Max-Planck-Institute
- Archiv der Max-Planck-Gesellschaft
- Fritz-Haber-Institut der Max-Planck-Gesellschaft (FHI)
- Max-Planck-Institut für Bildungsforschung (MPIB)
- Max-Planck-Institut für Infektionsbiologie (MPIIB)
- Max-Planck-Institut für molekulare Genetik (MPIMG)
- Max-Planck-Institut für Wissenschaftsgeschichte (MPIWG)
- Max-Planck-Forschungsstelle für die Wissenschaft der Pathogene

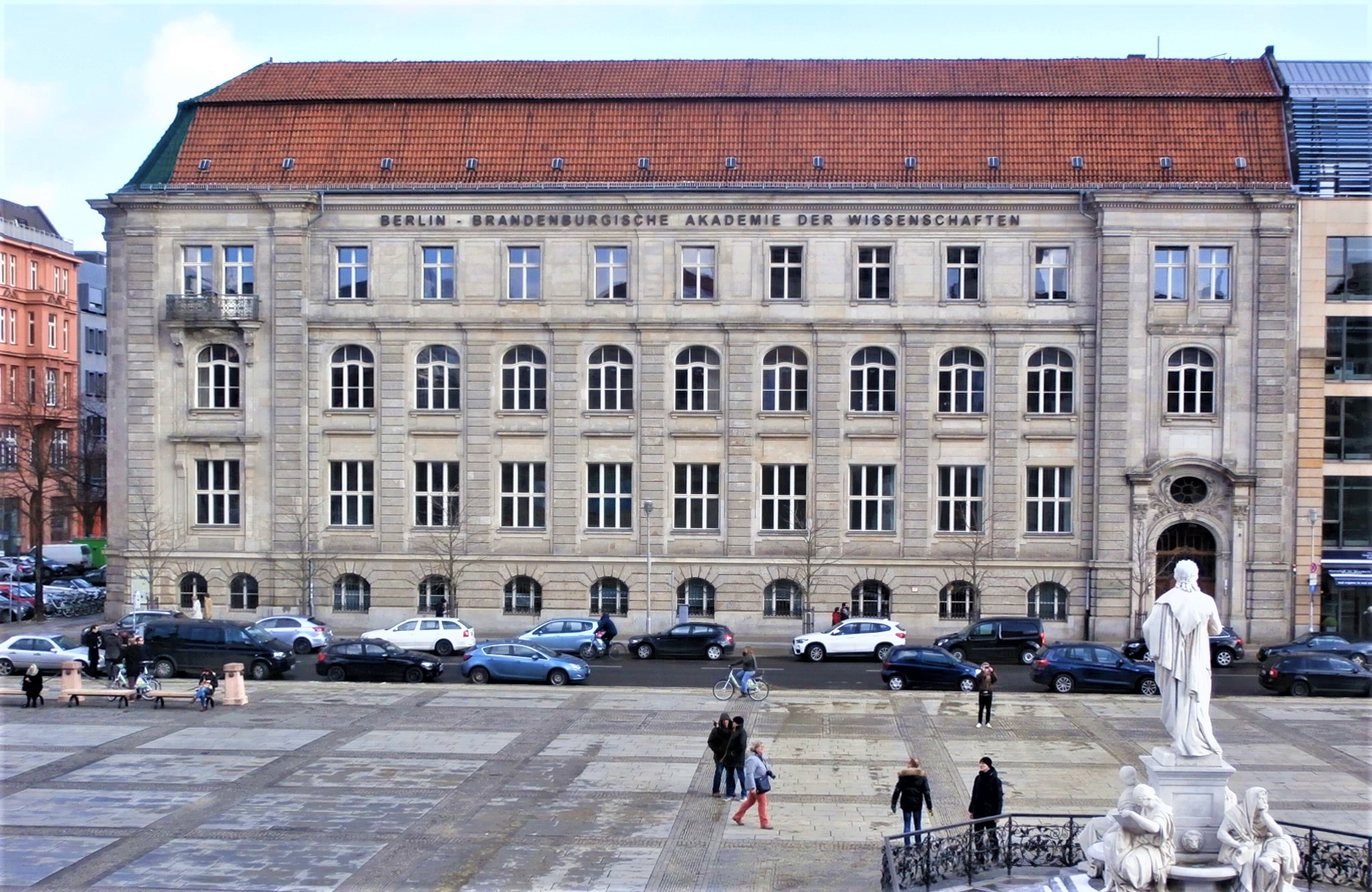
Berlin-Brandenburgische Akademie der Wissenschaften

### Organisationen
Stand: 2023

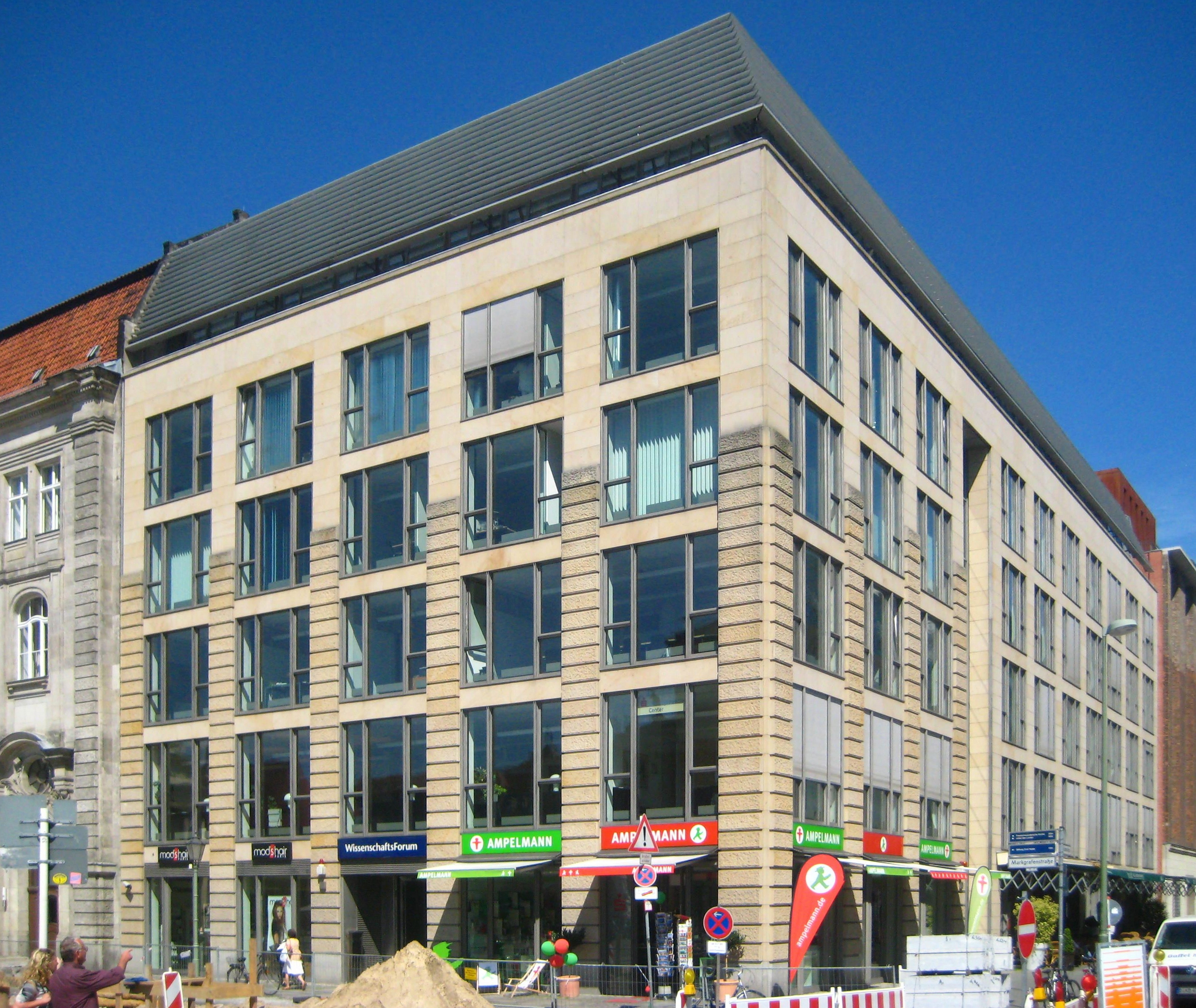
Sitz der Max-Planck-Gesellschaft

- Akademie der Wissenschaften, Außenstelle Berlin
- Berlin-Brandenburgische Akademie der Wissenschaften
- Berliner Wissenschaftliche Gesellschaft
- Berlin University Alliance (BUA)[7]
- Deutscher Bibliotheksverband
- Einstein Stiftung Berlin
- Forschungsverbund Berlin
- German U15
- Internationale Mathematische Union
- Leibniz-Sozietät der Wissenschaften zu Berlin
- Leibniz-Gemeinschaft
- Max-Planck-Gesellschaft (Satzungssitz)
- Researchgate
- Technologiestiftung Berlin
- TU9
- UAS7[8]
- Verein zur Förderung eines Deutschen Forschungsnetzes

## Dependancen

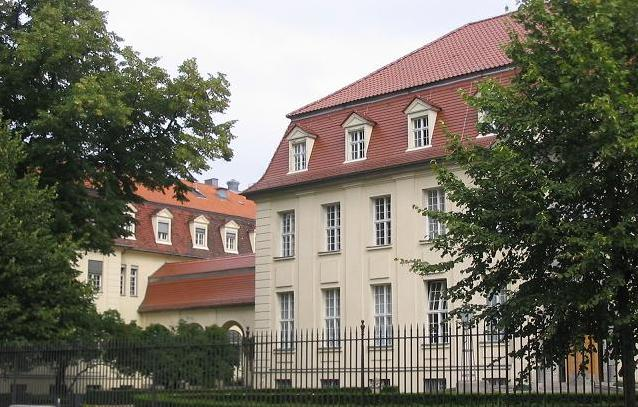
ESCP Business School

Aufgrund der hohen Reputation des Wissenschaftsstandorts Berlin unterhalten verschiedenste Universitäten aus aller Welt Dependancen und Außenstellen in der Stadt. Eine Vielzahl von Austauschprogrammen und Seminaren werden in Berlin abgehalten.
- Aspen-Institut Berlin
- Bard College Berlin, amerikanische Privatuniversität
- ESCP Business School
- Fernuniversität in Hagen (Außenstelle)
- Harvard University, Summer School Programm in Berlin[9]
- New York University, Berliner Standort[10]
- Stanford University, Berliner Standort
- Touro College Berlin

## Brandenburger Hochschulen
In der Nähe von Berlin, teilweise schon mit der Berliner S-Bahn zu erreichen, gibt es im Jahr 2023 mehrere Hochschulen in Brandenburg:
- Universität Potsdam
- Filmuniversität Babelsberg
- Fachhochschule Potsdam
- Fachhochschule für Sport und Management Potsdam
- Gisma University of Applied Sciences
- Hochschule für nachhaltige Entwicklung Eberswalde
- Hochschule der Polizei des Landes Brandenburg
- Medizinische Hochschule Brandenburg Theodor Fontane
- Technische Hochschule Wildau

## Nobelpreisträger
Mehr als 40 Nobelpreisträger haben an Berliner Universitäten und Forschungseinrichtungen gelehrt, geforscht und gearbeitet.

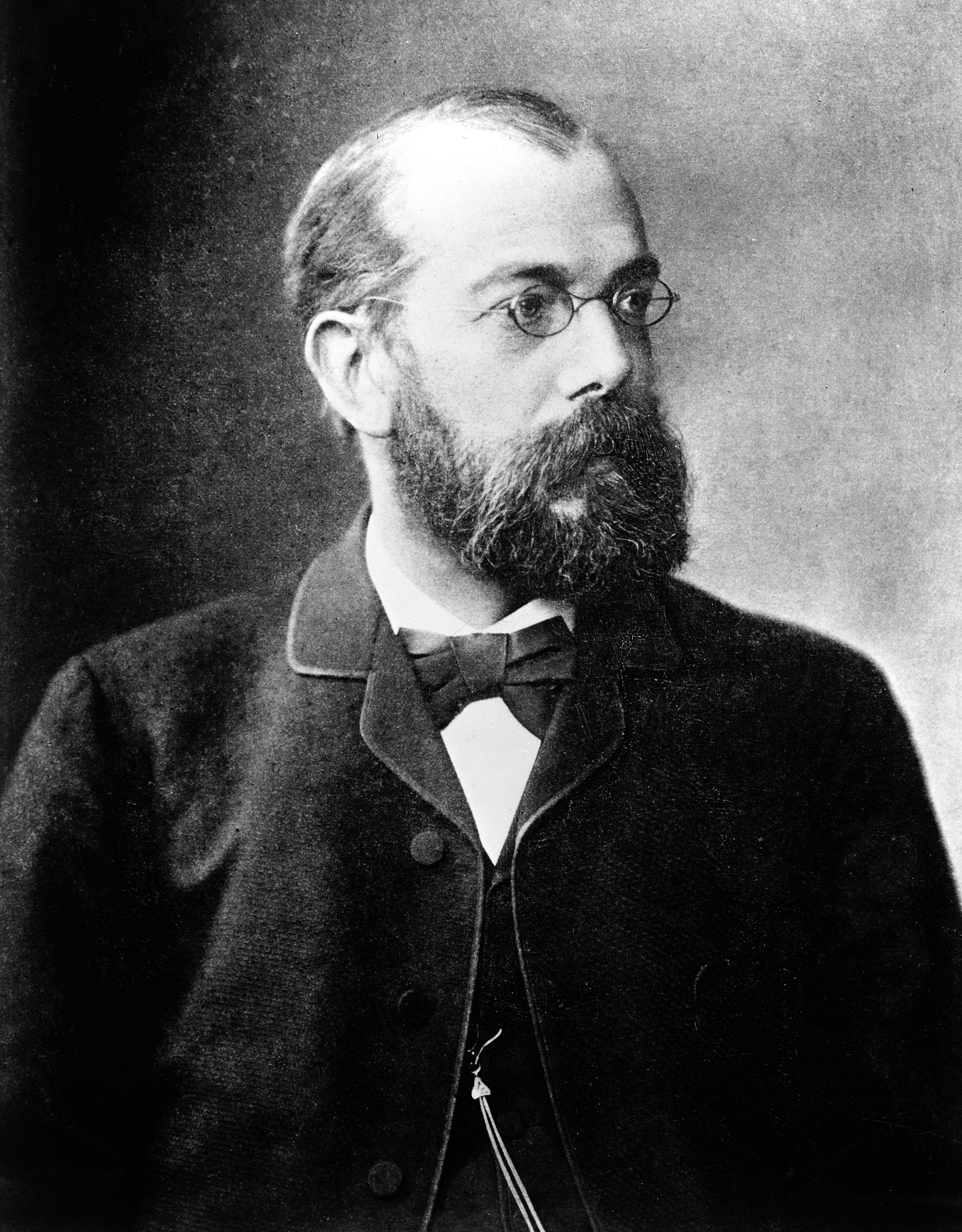
Robert Koch
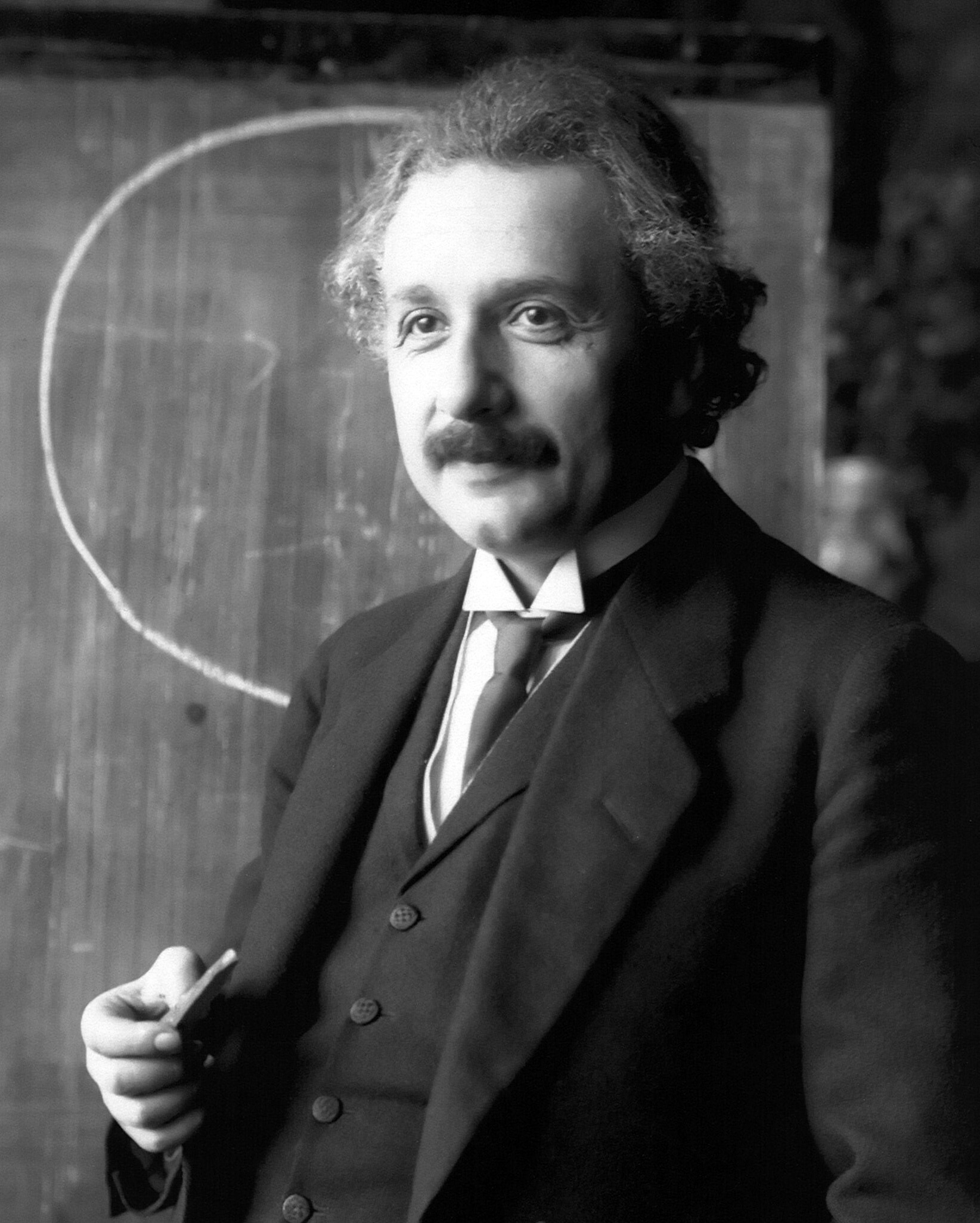
Albert Einstein
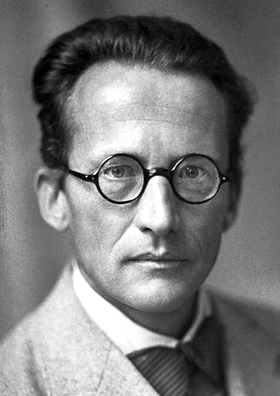
Erwin Schrödinger
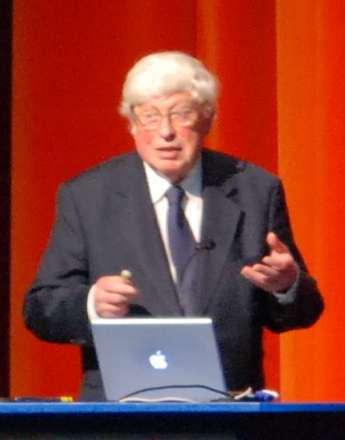
Gerhard Ertl
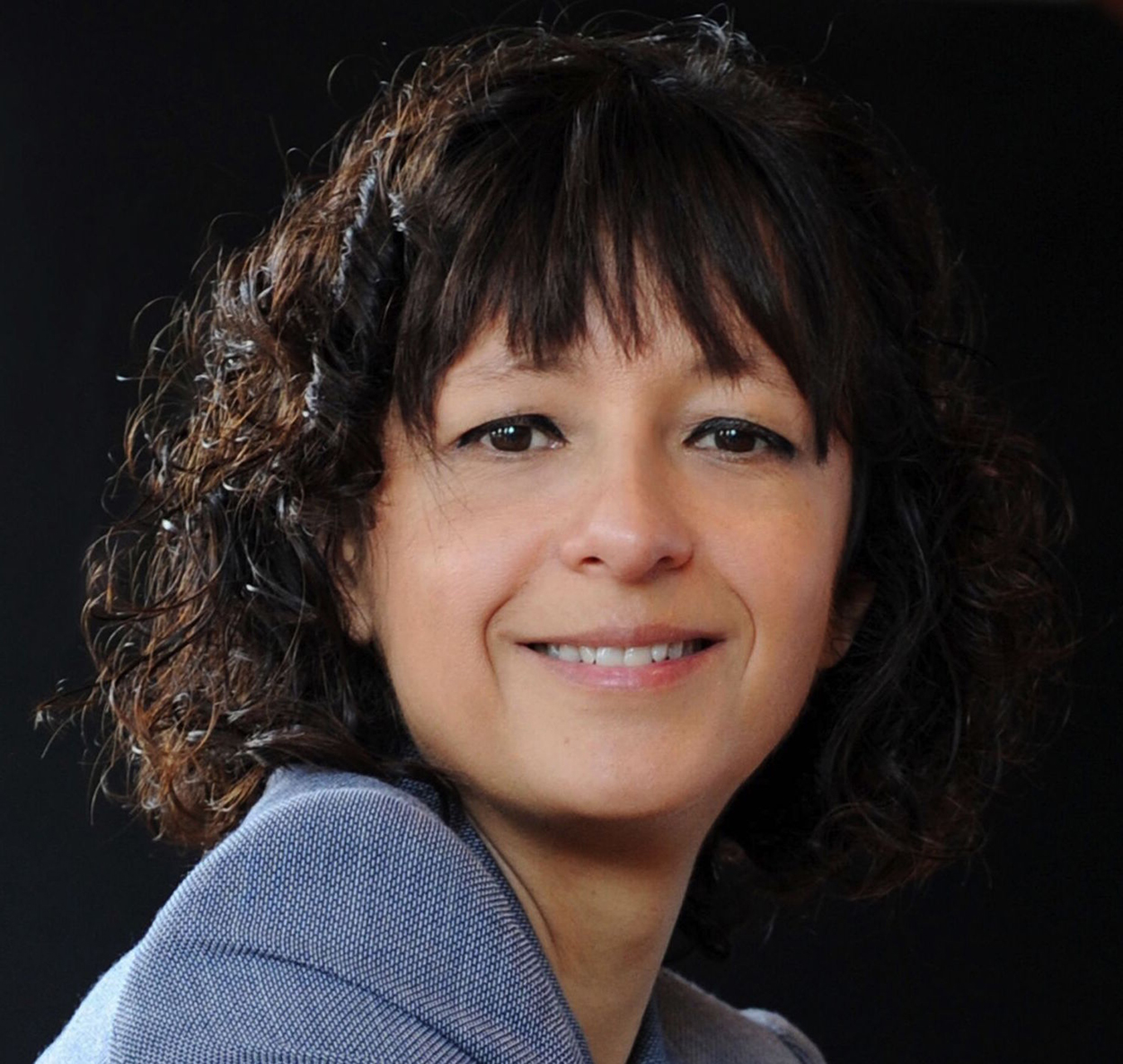
E. Charpentier

| - 1901 Jacobus Henricus van ’t Hoff (Chemie) - 1901 Emil Adolf von Behring (Medizin) - 1902 Emil Fischer (Chemie) - 1902 Theodor Mommsen (Literatur) - 1905 Adolf von Baeyer (Chemie) - 1905 Robert Koch (Medizin) - 1907 Albert Abraham Michelson (Physik) - 1907 Eduard Buchner (Chemie) - 1908 Paul Ehrlich (Medizin) - 1909 Karl Ferdinand Braun (Physik) - 1910 Otto Wallach (Chemie) - 1910 Albrecht Kossel (Medizin) - 1910 Paul Heyse (Literatur) - 1911 Wilhelm Wien (Physik) - 1914 Max von Laue (Physik) - 1915 Richard Willstätter (Chemie) - 1918 Fritz Haber (Chemie) - 1918 Max Planck (Physik) - 1920 Walther Nernst (Chemie) - 1921 Albert Einstein (Physik) - 1925 Gustav Ludwig Hertz (Physik) - 1925 James Franck (Physik) | - 1925 Richard Adolf Zsigmondy (Chemie) - 1928 Adolf Otto Reinhold Windaus (Chemie) - 1929 Hans von Euler-Chelpin (Chemie) - 1931 Otto Heinrich Warburg (Medizin) - 1932 Werner Heisenberg (Physik) - 1933 Erwin Schrödinger (Physik) - 1935 Hans Spemann (Medizin) - 1936 Peter Debye (Chemie) - 1939 Adolf Butenandt (Chemie) - 1944 Otto Hahn (Chemie) - 1950 Kurt Alder (Chemie) - 1950 Otto Diels (Chemie) - 1953 Fritz Albert Lipmann (Medizin) - 1953 Hans Adolf Krebs (Medizin) - 1954 Max Born (Physik) - 1956 Walther Bothe (Physik) - 1986 Ernst Ruska (Physik) - 1991 Bert Sakmann (Medizin) - 1994 Reinhard Selten (Wirtschaft) - 2007 Gerhard Ertl (Chemie) - 2009 Herta Müller (Literatur) - 2020 Emmanuelle Charpentier (Chemie) |

## Standortnachteile
Zu den Schwächen des Hochschulstandorts zählt das unterdurchschnittliche schulische Bildungsniveau bei Studienanwärtern aus der Region Berlin-Brandenburg. Insbesondere die Leistungen in Deutsch und Mathematik sind schwächer ausgeprägt als im bundesdeutschen Vergleich (Stand: 2023).
Die nach 1945 eingeleitete Abkehr vom Humboldtschen Bildungsideal in Deutschland führte außerdem zu einem aufgeteilten Forschungs- und Hochschulsystem, dem es im globalen Kontext an Sichtbarkeit und Markenprofilierung fehlt. Spitzenleistungen an Berliner Forschungsinstituten werden deshalb medial nicht mit städtischen Universitäten in Zusammenhang gebracht, was zu Reputationsverlusten und Wettbewerbsnachteilen führt.